# Gotō-Inseln
Die Gotō-Inseln (jap. 五島列島 Gotō rettō, dt. „Fünf-Inseln-Inselkette“) sind eine Inselgruppe in der südwestlichen Ecke des japanischen Archipels. Die Inselkette liegt westlich von der Hauptinsel Kyūshū. Die größte Insel Fukue-jima liegt etwa 100 km westlich vom Hafen von Nagasaki entfernt.

## Geographie
Die Inselgruppe liegt am südlichen Eingang in die Koreastraße, 80 km westlich von Nagasaki und gehören verwaltungstechnisch zur Präfektur Nagasaki. Aufgrund der abgelegenen Lage werden jedoch viele Verwaltungsfunktionen vom Regionalbüro Gotō (五島地方局, Gotō chihō kyoku) – bis 2004 Unterpräfektur Gotō – wahrgenommen.
Die Gruppe umfasst etwas mehr als 140 Inseln. Sie erstrecken sich über 90 km Länge und 30 km Breite und bilden eine Landmasse von 690 km². Die größten Inseln von Süd nach Nord sind:
- Fukue-jima (福江島; 326,45 km², 32° 41′ N, 128° 45′ O),
- Hisaka-jima (久賀島; 37,35 km², 32° 48′ N, 128° 53′ O),
- Narushima (奈留島; 23,82 km², 32° 51′ N, 128° 56′ O),
- Wakamatsu-jima (若松島; 30,99 km², 32° 53′ N, 129° 0′ O) und
- Nakadōri-jima (中通島; 168,42 km², 32° 57′ N, 129° 5′ O).

Auf Fukue-, Hisaka-, Naru-jima befindet sich die Stadt Gotō und auf Wakamatsu- und Nakadōri-jima die Gemeinde Shinkamigotō.
Weitere bewohnte Gotō-Inseln sind unter anderem:
- Uku-jima (宇久島; 24,93 km², 33° 16′ N, 129° 7′ O)
- Kabashima (椛島; 8,68 km², 32° 46′ N, 129° 0′ O)
- Shimayama-jima (島山島; 5,53 km², 32° 39′ N, 128° 37′ O)
- Kashiragashima (頭ヶ島; 1,88 km², 33° 1′ N, 129° 11′ O)
- Hinoshima (日島; 1,39 km², 32° 55′ N, 128° 58′ O)

Zu den auf den Inseln endemischen Arten zählt die Froschart Rana matsuoi.

## Geschichte
Die Inselgruppe war früher ein Zufluchtsort für in Japan verfolgte Christen.

## Wirtschaft
Im Norden der Inselgruppe überwiegt Fischfang und Fischzucht, im Süden Landwirtschaft. Einen weiteren Wirtschaftsfaktor stellt der Tourismus dar. Seit 2009 dienen die Inseln als Testfeld für Elektromobilität und Verkehrstelematik.

## Sport und Freizeit
Auf der Insel Fukue-jima wurde von 2001 bis 2009 jährlich im Sommer der Ironman Japan ausgetragen. Bei diesem Triathlon über die Ironman-Distanz waren für die Athleten 3,86 km Schwimmen, 180,2 km Radfahren und 42,195 km Laufen zu bewältigen.